# Marguerite Porete
Marguerite Porete, ou Marguerite Porrette ou Marguerite Porette ou la Porette, est une femme de lettres mystique et chrétienne du courant des béguines, née vers 1250 et brûlée le 1er juin 1310 en place de Grève (à Paris, France) avec son livre Le Miroir des âmes simples. 

## Biographie

### Origines et éducation
Peu d'éléments sont connus de la vie de Marguerite Porete, hormis son livre et son procès. Née au XIIIe siècle, elle a vécu dans le comté de Hainaut, probablement à Valenciennes ; on ne sait rien de sa famille, de son enfance et de ses études. Son patronyme n'est pas connu, en effet elle est mentionnée comme "Marguerite dite Porette", alors que porette désigne un petit oignon.
Marguerite Porete fait partie des béguines, un important courant de piété très actif en Flandres. À cette mouvance appartiennent aussi Hadewijch d'Anvers et Heilwige Bloemart. Ces femmes pieuses se vouent à Dieu et aux bonnes œuvres, en évitant le scandale, sans forcément vivre en communauté ou obéir à une règle stipulée.

### Une mystique
Elle exprime son mysticisme dans un livre écrit en langue d'oïl intitulé Le Mirouer des simples âmes anienties et qui seulemnt demourent en vouloir et désir d’amour. Il présente l'Amour de l'âme touchée par Dieu, et fait parler l'Amour et la Raison en des dialogues allégoriques. Ce livre et sa doctrine font rapidement scandale.

### Ses condamnations
Ses adversaires ont vu dans son livre « une démarche qui se passe de l'Église comme institution, qui relativise les sacrements et rejette la morale ».
La première condamnation du livre de Porete provint de Gui de Colle Medio, évêque de Cambrai (1296-1305). Il fit brûler un exemplaire du Miroir sur la place d'Armes de Valenciennes, le déclarant « hérétique ». Marguerite persistant à le faire circuler en dépit de cette première condamnation, l'évêque de Châlons la dénonce à l'inquisiteur pour le royaume de France, le dominicain Guillaume de Paris. La raison la plus probable de cette intervention serait que Marguerite ait résidé à cette époque à Châlons-en-Champagne. Le procès fut conduit en faisant appel à une double consultation des universitaires parisiens. Une commission de théologiens se prononça sur une liste d'une quinzaine d'extraits que leur présenta l'inquisiteur, qui demanda parallèlement à un groupe de canonistes de se prononcer sur le comportement de Marguerite, qui devait être jugée relapse, pour avoir enfreint la première condamnation. Rassemblant ces deux expertises, Guillaume de Paris prononça simultanément la condamnation du livre et de son autrice. Remise au bras séculier, elle fut brûlée le 1er juin 1310 en place de Grève à Paris. Cette malheureuse commence la nomenclature des exécutions de la justice en place de Grève. Cette condamnation ne passa pas inaperçue. Voici ce qu'en dirent Les Grandes Chroniques de France :

« Vers le moulin saint Antoine et pour voir après ce ensuivant, la veille de l'Ascencion de Nostre-Seigneur JC, les autres Templiers en ce lieu meisme furent ars (brûlés), et les chars (chairs) et les os ramenés en poudre … Et le lundi ensuivant, fu arsé (fut brûlée), au lieu devant dit (In communi platea Gravi), une béguine clergesse qui estoit appellée Marguerite la Porete, qui avoit trespassée et transcendée l'escripture devine, et ès articles de la foy avoit erré ; et du sacrement de l'autel avoit dit paroles contraires et préjudiciables ; et, pour ce, des maistres expers de théologie avoit esté condampnée. »

Deux ans plus tard, en 1312, cette condamnation contribua à la rédaction d'un canon du concile de Vienne qui dénonçait l'hérésie du Libre-Esprit. Les travaux des historiens ont montré que cette hérésie n'avait de réalité que dans l'esprit des prélats et théologiens qui la condamnèrent.

### Son livre conservé malgré tout
Son livre lui survécut cependant, dans des traductions en moyen anglais, latin (sous le titre Speculum simplicium animarum), italien. La version française est connue par un manuscrit produit au milieu du XVe siècle dans la région d'Orléans, qui modernise le texte originel. De celui-ci, seules deux pages ont récemment été retrouvées dans un manuscrit de Valenciennes.

## Œuvre

### «Le miroir des simples âmes anéanties…»

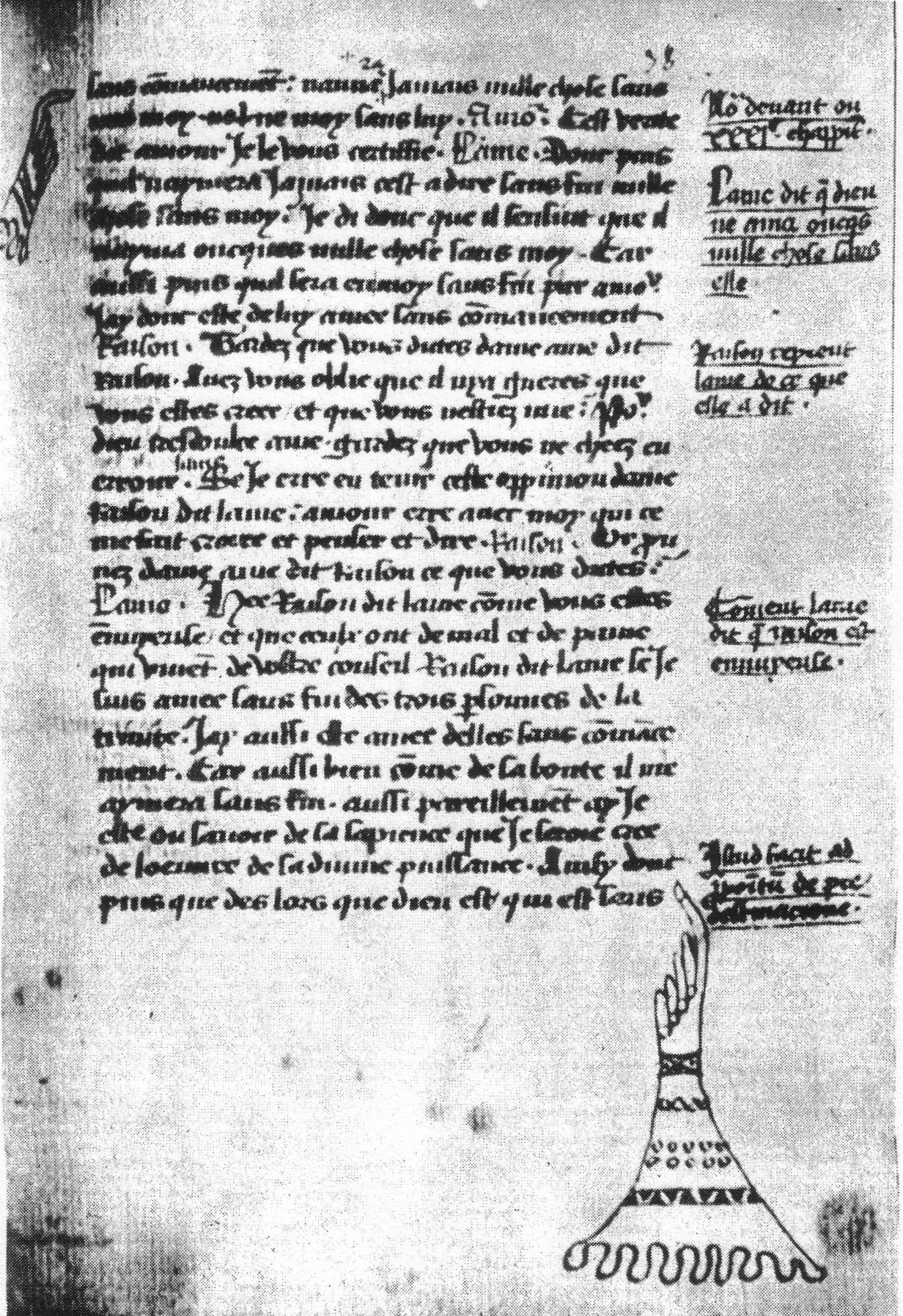
Le Miroir des âmes Manuscrit Chantilly du XIVe siècle, musée Condé.

Son titre complet, Le miroir des âmes simples et anéanties et qui seulement demeurent en vouloir et désir d'amour, par et dans chacun de ses mots, contient (quasiment) toute la thèse de Marguerite Porete. Elle y détaille la soumission au Seigneur, la reconnaissance de l'erreur (ingénue) et la soumission à la Nature.

## Postérité
La question de savoir de quelle façon Maître Eckhart a pu connaître l'œuvre de Marguerite Porete reste encore en débat. De façon générale, la mystique « féminine » des béguines flamandes a fécondé l'œuvre de Maître Eckhart, notamment lorsque ce dernier a prêché en allemand à Strasbourg. La diffusion du Miroir des simples âmes a apparemment été bien plus vaste que ce que l'on imaginait. En dépit de la condamnation, le livre semble avoir été lu, de façon continue, dans plusieurs régions d'Europe, et notamment dans la vallée de la Loire aux XVe et XVIe siècles. Elle préfigure le quiétisme.
En 2024, le Conseil de Paris adopte une délibération créant la place Marguerite-Porete, qui lui rend hommage dans le 4e arrondissement, à peu de distance de l'ancienne place de Grève.

## Éditions

### Édition duMiroir des Simples âmes
Margaretæ Porete Speculum simplicium animarum, cura et studio Paul Verdeyen. Marguerite Porete, Le mirouer des simples âmes, édité par Romana Guarnieri, Turnhout, Brepols (Corpus christianorum. Continuatio mediævalis, 69), 1986.

### Traductions modernes
- Marguerite Porete, Le miroir des âmes simples et anéanties et qui seulement demeurent en vouloir et désir (1295), introduction, traduction et notes, Max Huot de Longchamp, Paris, Albin Michel, coll. « Spiritualités vivantes. Série Christianisme », 1984  (ISBN 2-226-02047-0) ; nouvelle édition dans la même collection en 1997 et 2011.
- Marguerite Porete, Le miroir des simples âmes anéanties et qui seulement demeurent en vouloir et désir d'amour, trad. de l'ancien français par Claude Louis-Combet ; texte présenté et annoté par Émilie Zum Brunn, Grenoble, Jérôme Millon, coll. « Atopia », 1991  (ISBN 2-905614-55-2).
- (en) The Mirror of Simple Souls by Margaret Porette, trad. Edmund Colledge, Judith Grant et J. C. Marler, Notre Dame, University of Notre Dame Press, 1999.

#### Études
- Marie Bertho, Le Miroir des âmes simples et anéanties de Marguerite Porete, Une vie blessée d'amour, Nathan, 1999.
- Sean L. Field, Robert E. Lerner, Sylvain Piron (dir.), Marguerite Porete et le « Miroir des simples âmes » : Perspectives historiques, philosophiques et littéraires, Paris, Vrin, 2013.
- Sean L. Field, Robert E. Lerner, Sylvain Piron, « A Return to the Evidence for Marguerite Porete’s Authorship of the Mirror of Simple Souls », Journal of Medieval History, vol. 43, 2017, p. 253-273.
- Sylvain Piron, « Marguerite in Champagne », Journal of Medieval Religious Cultures, vol. 43, 2017, p. 135-156.
- P. García Acosta, Poética de la visibilidad en el Mirouer des simples âmes de Marguerite Porete (Un estudio sobre el uso de la imagen en la enseñanza religiosa medieval), Universidad Pompeu Fabra, 2009.
- Geneviève Hasenohr, « La tradition du Miroir des simples âmes au XVe siècle : de Marguerite Porète († 1310) à Marguerite de Navarre », Comptes rendus des séances de l'Académie des Inscriptions et Belles-Lettres, 4, 1999, p. 1347-1366.
- Suzanne Kocher, Allegories of Love in Marguerite Porete's "Mirror of Simple Souls", Turnhout, Brepols, 2008.
- Claire Le Brun, « Traduction et inquisition : le Mirouer des simples âmes de Marguerite Porete », dans J.-P. Beaulieu (dir.), D'une écriture à l'autre, les femmes et la traduction sous l'ancien régime, Ottawa, Presses de l’Université d’Ottawa, 2004.
- Danielle Régnier-Bohler (dir.), Voix de femmes au Moyen Âge, Laffont « Bouquins », 2006.
- Luc Richir, Marguerite Porete, une âme au travail de l'Un, Éditions Ousia, Bruxelles, 2003.

#### Témoignages anciens
- Les grandes chroniques de France selon qu'elles sont en l'Église de St-Denis en France. Publiées par M. Paulin de l'Académie royale des Inscriptions et Belles-Lettres. En V tomes, Paris, Techener, Libraire. 12, place du Louvre, 1837, p. 187-188.
- Revue historique. Paris 1894. p. 295. … Cependant les pièces du procès de Marguerite Porete existent, aux Archives nationales, dans la layette J 428 4. Dès -1888, H. C. Lea en a publié deux parmi plusieurs autres…
- Henry Charles Lea, Histoire de l'Inquisition au Moyen Âge, 1887. sl., page 123.

#### Échos littéraires
- Un poème de Louis Aragon intitulé « Au large » est dédié « À Marguerite Porete et quelques autres »

Nous avons appelé notre cage l'espace,

Et ses barreaux déjà ne nous contiennent plus.
- Jean Bédard, Marguerite Porète. L’inspiration de Maître Eckhart, roman, Montréal, VLB, 2012.
- Christian Bobin, « La Meurtrière », dans La Part manquante, Paris, Gallimard, coll. « Le Chemin », 1989  (ISBN 2-07-071538-8).
- Aline Kiner, « La nuit des béguines » Éd. Liana Levi 2017
- Charlotte Jousseaume, Et le miroir brûla, portrait conté de Marguerite Porete, Éd. du Cerf, 2018.